# Robert Battersby
Robert Christopher Battersby (ur. 14 grudnia 1924 w Sheffield, zm. 30 września 2002) – brytyjski polityk i menedżer, weteran II wojny światowej, poseł do Parlamentu Europejskiego I i II kadencji.

## Życiorys
Urodził się w rodzinie wydawców prasy. Przez rok studiował na Uniwersytecie Edynburskim, zrezygnował z nauki decydując się na służbę wojskową na froncie II wojny światowej i później wojny domowej w Grecji. Przez dwa lata służył jako oficer łącznikowy na Bałkanach w ramach Intelligence Corps (wywiadu British Army). Od 1947 studiował w Fitzwilliam College w ramach University of Cambridge język grecki i rosyjski, uzyskał też dyplom z języka francuskiego na Uniwersytecie w Tuluzie oraz opanował polski i chiński. Przez rok nauczał w The Leys School w Cambridge, następnie w 1953 przeszedł do sektora prywatnego jako menedżer. Pracował głównie w przemyśle metalowym, w tym w krajach bloku wschodniego, został dyrektorem ds. sprzedaży w GKN Contractors. Pomiędzy 1973 a 1979 pracował w strukturach Komisji Europejskiej, odpowiadając kolejno za inwestycje, rolnictwo i rybołówstwo.
W 1979 i 1984 wybierany posłem Parlamentu Europejskiego z ramienia Partii Konserwatywnej. Przystąpił do frakcji Europejscy Demokraci, należał do jej prezydium jako whip. Przez wiele lat zaangażowany w pomoc obywatelom krajów bloku sowieckiego, od 1982 do 1993 kierował  Friends of Poland Association.
Dwukrotnie żonaty: po raz pierwszy z June Scriven, po raz drugi z Marjorie Bispham. Miał jedno dziecko z pierwszego i trójkę dzieci z drugiego małżeństwa.

## Odznaczenia
W 1990 odznaczony Orderem Świętego Grzegorza Wielkiego IV klasy jako jeden z niewielu niekatolików. W tym samym roku został też komandorem Orderu Imperium Brytyjskiego.